# Raleigh (Florida)
Raleigh ist  ein census-designated place (CDP) im Levy County im US-Bundesstaat Florida. Das U.S. Census Bureau hat bei der Volkszählung 2020 eine Einwohnerzahl von 357 ermittelt. 

## Geographie
Raleigh liegt rund 15 km östlich von Bronson sowie etwa 120 km südwestlich von Jacksonville. Der CDP wird vom U.S. Highway 41 durchquert.

## Demographische Daten
Laut der Volkszählung 2010 verteilten sich die damaligen 373 Einwohner auf 166 Haushalte. Die Bevölkerungsdichte lag bei 74,6 Einw./km². 41,8 % der Bevölkerung bezeichneten sich als Weiße, 55,2 % als Afroamerikaner, 1,3 % als Indianer und 0,3 % als Asian Americans. 1,3 % gaben die Angehörigkeit zu mehreren Ethnien an. 2,7 % der Bevölkerung bestand aus Hispanics oder Latinos.
Im Jahr 2010 lebten in 24,0 % aller Haushalte Kinder unter 18 Jahren sowie 33,3 % aller Haushalte Personen mit mindestens 65 Jahren. 66,7 % der Haushalte waren Familienhaushalte (bestehend aus verheirateten Paaren mit oder ohne Nachkommen bzw. einem Elternteil mit Nachkomme). Die durchschnittliche Größe eines Haushalts lag bei 2,49 Personen und die durchschnittliche Familiengröße bei 3,00 Personen.
20,7 % der Bevölkerung waren jünger als 20 Jahre, 17,7 % waren 20 bis 39 Jahre alt, 35,9 % waren 40 bis 59 Jahre alt und 25,8 % waren mindestens 60 Jahre alt. Das mittlere Alter betrug 48 Jahre. 48,0 % der Bevölkerung waren männlich und 52,0 % weiblich.
Das durchschnittliche Jahreseinkommen lag bei 17.143 $, dabei lebten 14,3 % der Bevölkerung unter der Armutsgrenze.